# Concili sull'esicasmo
Due teologi ortodossi considerano ecumenico uno dei concili tenuti a Costantinopoli a metà del secolo XIV per trattare le dispute teologiche riguardanti l'esicasmo. Lo considerano il nono concilio ecumenico a seguito del concilio di Costantinopoli dell'879-880, classificato come ottavo.

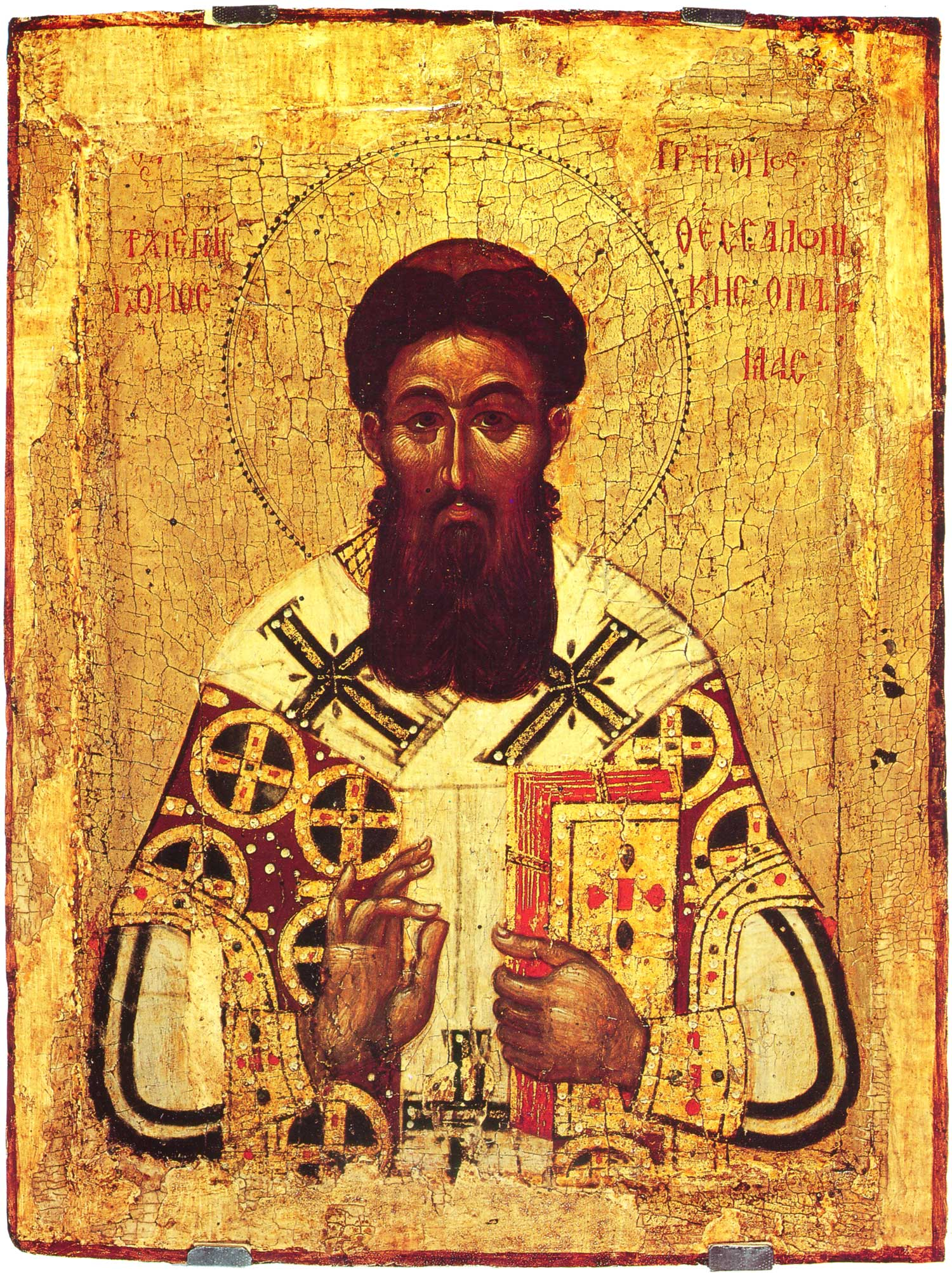
Gregorio Palamas, proponente della dottrina esicasta, oggetto dei concili sull'esicasmo

Tali concili, generalmente della durata di un solo giorno, sono stati tenuti negli anni 1341, 1344, 1347 e 1351.
Per Georgios Metallinos è ecumenico il concilio del 1341, mentre per Giovanni Romanides è il concilio del 1351 che merita tale denominazione.